# Telemeter (Uhr)
Ein Telemeter (von altgriechisch: τῆλε tēle „fern“ und μέτρον métron „Maß, Maßstab“) ist die Funktion eines Chronographen, Entfernungen zu Ereignissen zu messen, die sowohl Licht als auch Schall von sich geben.

## Funktionsweise
Es ist eine Skala auf dem Ziffernblatt oder der Lünette, die den Zusammenhang von Entfernung (s), Zeit (t) und Geschwindigkeit (v), genauer der Lichtgeschwindigkeit bzw. Schallgeschwindigkeit, nutzt:
{\displaystyle v={\tfrac {s}{t}}}
umgestellt zu:
{\displaystyle s=vt}
Licht- und Schallgeschwindigkeit sind innerhalb der Erdatmosphäre annähernd konstant, wodurch die Entfernung nur von der Zeit abhängig ist. Sobald man das Ereignis sieht (z. B. einen Blitz), wird die Zeitmessung gestartet und beim Hören (z. B. des Donners) desselben Ereignisses wird der Chronograph gestoppt. Der Schall legt in der Luft einen Kilometer in etwa drei Sekunden zurück, der Lichtblitz benötigt für dieselbe Strecke vernachlässigbare drei Mikrosekunden. Auf der Telemeter-Skala kann man daher direkt die Entfernung in Kilometern ablesen, es ist also eine Division der angezeigten Sekunden durch drei.

## Geschichte
Der Telemeter bei Chronographen wurde jedoch nicht primär entwickelt, um die Entfernung zu Gewittern abzuschätzen, sondern es war eine militärische Anforderung, in Kriegszeiten relativ einfach die Entfernung zum Feind ermitteln zu können. Mündungsfeuer der Artillerie gaben einen beobachtbaren Lichteffekt ab und die Zeit bis zum Kanonendonner wurde gemessen. Weitere Anwendungsfälle waren die Entfernungsmessung bei Bombenangriffen oder Torpedotreffern. Bei Marineuhren war die Entfernungsskala in Seemeilen gehalten.